# Baie de Fort-Liberté
La baie de Fort-Liberté est une baie fermée située sur la côte septentrionale d'Haïti au nord de la ville de Fort-Liberté et à l'ouest du lagon aux Bœufs. 

## Géographie
La baie de Fort-Liberté est une baie qui communique avec l'océan Atlantique par un étroit goulet ouvert vers le Nord. Elle s'étend d'Est en Ouest sur une dizaine de kilomètres de longueur. La baie de Fort-Liberté s'enfonce à l'intérieur des terres sur plus de cinq kilomètres par l'intermédiaire d'un goulet d'une longueur de trois kilomètres de long. Une petite île, dénommée île Bayau, est située près du centre de la baie.

## Biodiversité
La baie de Fort-Liberté fait partie d'un écosystème régional englobant le lagon aux Bœufs et le delta de la rivière du Massacre et constitue une zone importante pour la conservation des oiseaux d'une valeur exceptionnelle pour les oiseaux d'eau et des oiseaux marins.
En 2014, plusieurs missions préparatoires à la création du Parc des 3 Baies et du Lagon aux Bœufs ont été mises en place visant à l'élaboration d’un arrêté présidentiel créant le "Parc marin et côtier des 3 baies" (Caracol, Fort-Liberté et Limonade) incluant le Lagon aux Bœufs.

## Faune
Parmi les espèces vivantes sur le lagon aux Bœufs, vit le dendrocygne des Antilles, le mango doré, le todier à bec large, le tangara à couronne noire, le crocodile américain et la tortue de mer.

## Histoire
Au XVIe siècle, les Espagnols l'appelaient Bayaha. Au XVIIe siècle, les boucaniers se servent des îlets de la rade comme repaire lors de chasses sur la terre ferme. Après le traité de Rijswick en 1697, par lequel l'Espagne reconnaît l'occupation par la France de la partie occidentale d'Hispaniola, Joseph d'Honon de Gallifet, gouverneur de la Tortue, installe dans la baie faisant de la zone un poste de vigie face aux Espagnols.
Le 8 août 1730, Étienne de Chastenoye, gouverneur de l'île Sainte-Croix, pose la première pierre d'un fort : Fort-Dauphin, en hommage au dauphin Louis, fils du roi Louis XV. Le 26 mars 1811, Henri Christophe se fait proclamer roi du Nord, sous le nom de Henri Ier,  à Fort-Dauphin, qui est rebaptisée Fort-Royal. La ville prend le nom de Fort-Liberté à la fin du règne d'Henri Christophe, en 1820. La baie prendra alors le nom du fort.